# 神戸らんぷミュージアム
神戸らんぷミュージアム （こうべらんぷミュージアム）は、兵庫県神戸市中央区京町にあった博物館。2022年2月28日をもって閉館となった。

## 概要
1999年に開館した。館蔵品は旧「北野らんぷ博物館」から受け継いだ「赤木コレクション」を基礎とした。館内のメインストリート「あかりのミュージアム・ウォーク」では、灯火器の貴重なコレクションを通じて、その変遷を時代とともに展覧できた。ひょうごっ子ココロンカードの対象施設。
運営していた関西電力の経営効率化の一環として2013年4月から2018年7月まで臨時休館となったが、2018年7月18日に新たな展示物を追加し再開館した（関西電力の関連会社が運営）。新たな展示物として、神戸の街のあかりと歴史と阪神・淡路大震災からの電力復旧にかけた7日間を紹介したパネル展示室、神戸旧居留地の魅力等を再現したプロジェクションマッピングなどが追加された。
しかし、コロナ禍による営業時間の短縮などで来客数は減少し、2022年2月28日をもって閉館することになった。譲渡先は長野県下高井郡小布施町のあかり博物館。

## 施設
- Ａ　人とあかりの出会い
- Ｂ　最初のあかり
- C　あかりをともす知恵
- D　ろうそくのあかり
- E　文明開化のあかり
- F　あかりの大革命
- G　私たちのまちとあかり
- H　あかりのミュージアムウォーク
- ミュージアムカフェ

## 建物概要
- 竣工 1999年
- 設計 電通
- 博物館延床面積 2,330m2
- 所在地 兵庫県神戸市中央区京町80番 クリエイト神戸2・3F

## 交通アクセス
- 神戸市営地下鉄海岸線 旧居留地・大丸前駅 徒歩5分
- JR西日本・阪神 元町駅 徒歩8分
- 阪神 神戸三宮駅 徒歩8分
- JR西日本 三ノ宮駅 徒歩10分
- 阪急 神戸三宮駅 徒歩10分
- 神戸市営地下鉄西神・山手線 三宮駅 徒歩10分
- 神戸新交通ポートアイランド線 三宮駅 徒歩10分
- 山陽新幹線 新神戸駅 車10分

## 周辺情報
- 旧居留地
  - KOBEとんぼ玉ミュージアム（隣）、神戸ドールミュージアム、THE FORTY FIFTH、大丸ミュージアム神戸、ジーニアスギャラリー、旧居留地38番館、旧居留地十五番館、神戸市立博物館、チャータードビル、神戸商船三井ビル、海岸ビル、神港ビル